# Hermann Klippel
Hermann Klippel (* 12. November 1896 in Mönchswalde bei Bautzen; † 9. Juni 1960 in Tautewalde) war ein Mundartdichter der Oberlausitz.

## Leben
Klippel wurde in Mönchswalde, heute Ortsteil der Gemeinde Obergurig, geboren. 1902 zog seine Familie nach Sohland an der Spree auf die Hofteichstraße Nr. 270 (heute Straße am Friedenshain Nr. 18). Eine Gedenktafel erinnert an diese Zeit.
Es folgte 1911 eine kaufmännische Lehre und die Teilnahme am Ersten Weltkrieg. Im Anschluss betrieb er ein Geschäft mit bäuerlichen Geräten.
Am 22. Februar 1920 heiratete er Marta Rentzsch und am 18. August 1921 wurde ihr Sohn Johannes geboren. Im Jahr 1936 zog die Familie Klippel nach Tautewalde, wo seine Arbeit als Schriftsteller begann. Durch seine Gedichte, Theaterstücke und heimatlichen Geschichten in Oberlausitzer Mundart wurde das damalige Volksleben der Nachwelt erhalten.

## Werke
- An schinnsten is derheeme, Lusatia-Verlag, Bautzen 1996, ISBN 3-929091-43-7
- Lustige Geister der Heimat, Bastei-Verlag, Dresden 1937
- Georg Berger, Theaterstück
- Anne Frooschgeschichte, (Eine Froschgeschichte), Gedicht
- De irschte Zigoarre, (Die erste Zigarre), Gedicht
- Aebrlausitz-Lieder, Bautzen Verl. Rühl, 1935

## Zwei Autoren dieses Namens
Es gibt einen zweiten Autor dieses Namens.

Siehe GND 106067109 (Katalog der Deutschen Nationalbibliothek)